# HD Jesenice mladi
HD Jesenice mladi je slovenski hokejski klub iz Jesenic, ki je bil ustanovljen leta 1999 kot mladinski podružnični klub za HK Acroni Jesenice. 

## Znameniti hokejisti
Glej tudi Kategorija:Hokejisti HK Jesenice Mladi.
- Anže Kopitar
- Gaber Glavič
- Žiga Jeglič
- Mitja Sotlar